# Moedas de euro de São Marinho
O Euro (EUR ou €) é a moeda comum para as nações que pertencem à União Europeia e que aderiram à zona Euro. As moedas de euro têm dois lados diferentes: um lado comum, europeu, mostrando o valor da moeda, e um lado nacional, mostrando um desenho escolhido pelo país membro da UE onde a moeda foi cunhada. Cada país membro tem um ou vários desenhos únicos a esse país.
Para visualizar as imagens do lado comum e para ter uma descrição detalhada das moedas, ver moedas de euro.

As moedas de euros de San Marino são diferentes umas das outras. Em todas as moedas está inscrita a frase "San Marino" e as 12 estrelas da UE.
| € 0,01                       | € 0,02                                                       | € 0,05                                       |
| ---------------------------- | ------------------------------------------------------------ | -------------------------------------------- |
|                              |                                                              |                                              |
| Terceira Torre de Il Montale | Estátua da Liberdade                                         | Primeira Torre de La Guaita                  |
| € 0,10                       | € 0,20                                                       | € 0,50                                       |
|                              |                                                              |                                              |
| Basílica de São Marinho      | São Marinho, inspirado por uma pintura da escola de Guercino | Três torres La Guaita, La Cesta e Il Montale |
| € 1,00                       | € 2,00                                                       | € borda da moeda de 2,00EUR                  |
|                              |                                                              | nenhuma                                      |
| Brasão nacional              | Palácio do governo                                           |                                              |